# Вереја (Русија)
Вереја (рус. Верея) град је у Русији у Московској области. Према попису становништва из 2010. у граду је живело 5368 становника.

## Становништво
| 1939. | 1959. | 1970. | 1979. | 1989. | 2002. | 2010. |
| ----- | ----- | ----- | ----- | ----- | ----- | ----- |
| 4.900 | 6.413 | 6.197 | 6.015 | 5.606 | 4.957 | 5.368 |